# Semaeopus purpurea
Semaeopus purpurea là một loài bướm đêm trong họ Geometridae.